# Герлах, Эрнст

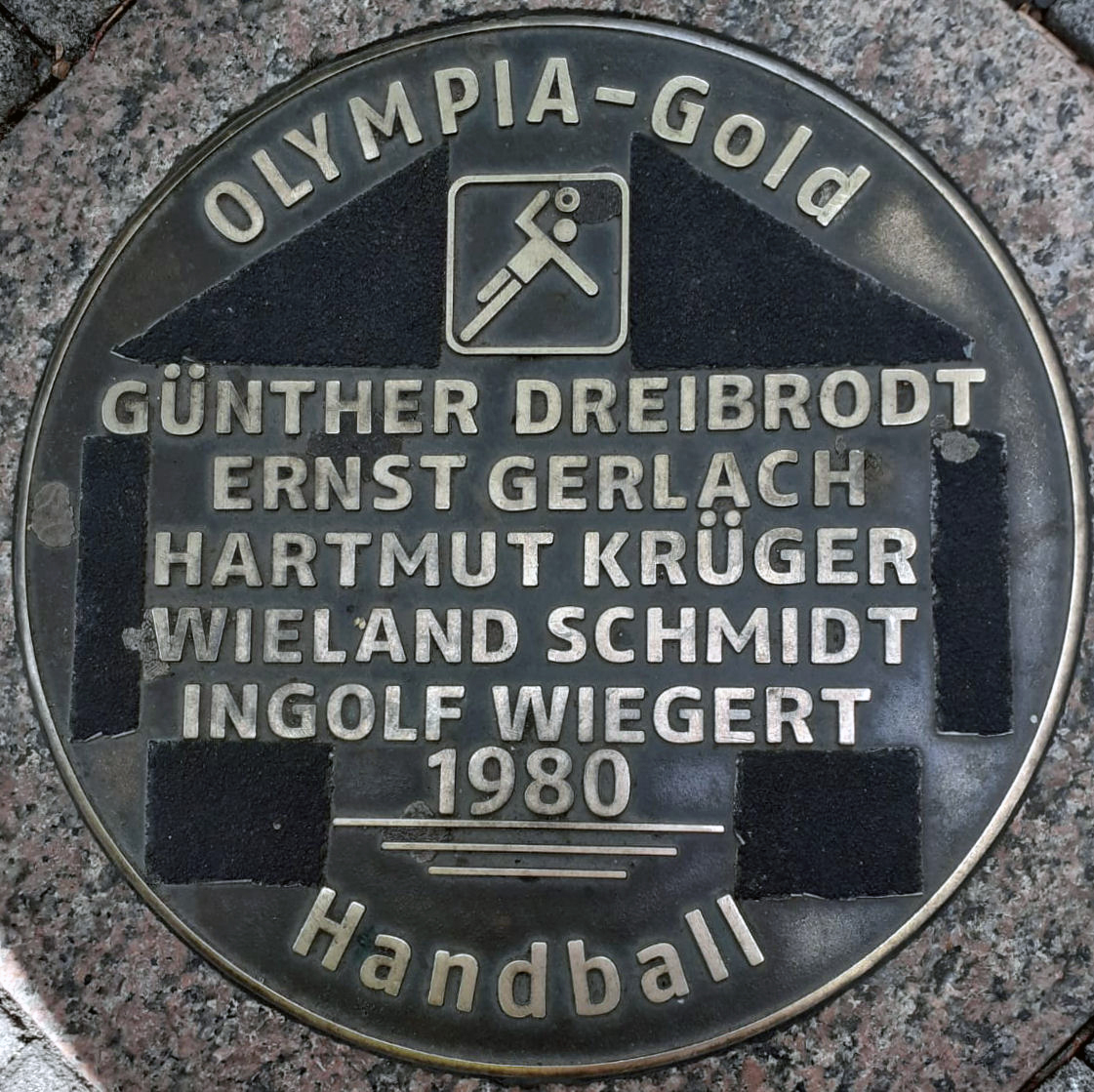
Мемориальная доска Эрнсту Герлаху и другим гандболистам в Магдебурге

Эрнст Герлах (нем. Ernst Gerlach; род. 19 марта 1947, Шёнебек, Саксония-Анхальт) — восточногерманский гандболист, разыгрывающий. Олимпийский чемпион 1980 года, бронзовый призёр чемпионата мира 1978 года.

## Биография
Эрнст Герлах родился 19 марта 1947 года в городе Шёнебек в советской зоне оккупации Германии (сейчас в Германии).
Играл в гандбол за «Магдебург». В его составе пять раз выигрывал чемпионат ГДР (1970, 1977, 1980—1982), дважды — Кубок европейских чемпионов (1978, 1981), а также Золотой кубок ИГФ 1981 года.
Дебютировал в сборной ГДР в 30-летнем возрасте.
В 1978 году завоевал бронзовую медаль чемпионата мира в Дании.
В 1980 году вошёл в состав сборной ГДР по гандболу на летних Олимпийских играх в Москве и завоевал золотую медаль. Играл на позиции разыгрывающего, провёл 1 матч, забросил 2 мяча в ворота сборной Кубы.
В течение карьеры провёл за сборную ГДР 47 матчей, забросил 35 мячей.
В 1980 году был награждён серебряным орденом «За заслуги перед Отечеством».
После присоединения ГДР к ФРГ работал в Гуммерсбахе в фирме, выпускавшей пластиковые трубы. Позже вернулся в Магдебург.